# Oxyonchus polaris
Oxyonchus polaris är en rundmaskart som först beskrevs av Nikolai Nikolaievich Filipjev 1927.  Oxyonchus polaris ingår i släktet Oxyonchus och familjen Enoplidae. Inga underarter finns listade i Catalogue of Life.